# ホルシュタイン

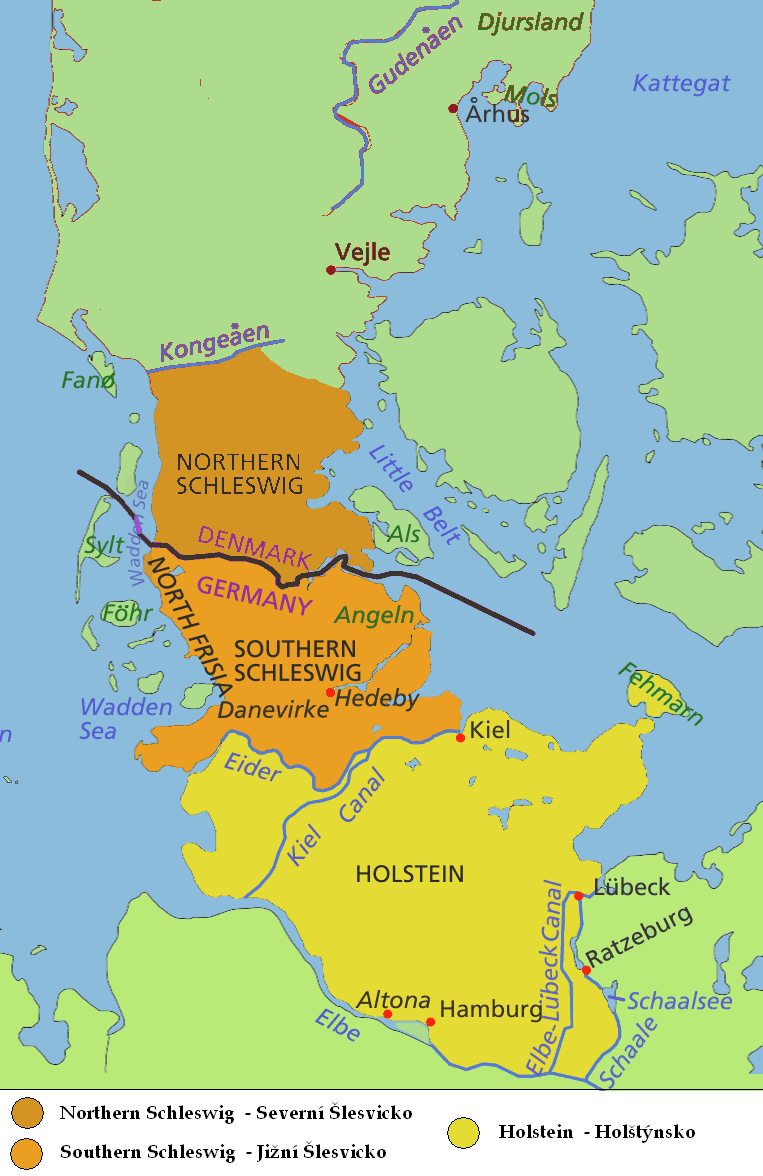
シュレースヴィヒ地方とホルシュタイン地方

ホルシュタイン（ドイツ語: Holstein（ドイツ語発音: [ˈhɔlʃtaɪn]）、低地ドイツ語: Holsteen、デンマーク語: Holsten、ラテン語及び古典的な英語： Holsatia）は、エルベ川とアイダー川の間、現在のドイツのシュレースヴィヒ＝ホルシュタイン州の南部地域をいう。同州の州都キールはホルシュタインの代表的な都市でもある。またハンブルク市は、この地域のすぐ南にある。
その名前は、アングロサクソン語（古英語）のHolt-sǣtanすなわち「森の住人」と同義の低地ドイツ語の言葉に由来している。

## 歴史

ホルシュタイン伯爵家の紋章

ホルシュタイン、つまりエルベ川の北に位置した古代ザクセンの一部は、800年ごろカール大帝によって征服された。ホルシュタインは、13世紀初頭にはデンマークによって占拠されはしたが、1111年から1474年まで神聖ローマ帝国の1州で、その後は1806年の帝国解体まで帝国直轄のホルシュタイン公国だった。1460年以来、ホルシュタインはシュレースヴィヒ公国とともに、王としてではなく公としてその地を支配したデンマーク王によって相続された。
2つの公国は、デンマーク王家によって相続される中で、一部はデンマーク王家の支配下に、他はこの王家の分家たるホルシュタイン＝ゴットルプ家の下にそれぞれがさらに分割された。ホルシュタイン＝ゴットルプ公は、大北方戦争の結果、1720年にシュレースヴィヒ内の領地をデンマーク王家に引き渡すことを強いられたが、公はキールに移り、1773年までホルシュタイン内の領地を保持した。しかしデーン人は、特にホルシュタイン＝ゴットルプ公がピョートル3世として1762年にロシア皇帝になって以後、シュレースヴィヒ内の失われたゴットルプ領（en:Gottorp）を回復するため、デンマークの攻撃を計画し始めると、自らの領土を完全なものとすることを熱望した。ピョートルはその妻エカチェリーナ2世によってすぐに権力の座から引きおろされたが、デーン人はこの問題を自身の手で取り除くことを決意した。1773年に、ホルシュタイン全土を支配下に収めるため、彼らはオルデンブルクをホルシュタイン内のゴットルプ領と交換した。
1815年から1864年までホルシュタイン公国は、なおデンマークと同君連合（デンマーク王はホルシュタイン公でもある）であったが、ドイツ連邦の一部でもあった。1863年のデンマーク王フレゼリク7世の死の結果、シュレースヴィヒとホルシュタインの相続権が争われた。新王クリスチャン9世は、女系でもってデンマークの王位を主張した。王家の他の系統であまり有力でなかったアウグステンブルク公クリスチャン・アウグスト2世がそれら2つの公国を要求すると、間もなくドイツ連邦はプロイセンとオーストリアに率いられ、デンマークとの戦争（第二次シュレースヴィヒ＝ホルシュタイン戦争）に踏み切り、1864年に素早くこれを打ち破って両公国を割譲させた。しかしながら両公国は、結局アウグステンブルク公には与えられず、オーストリアがホルシュタインを占領・管理し、一方、プロイセンがシュレースヴィヒを同様にするという協定がプロイセンとオーストリアの間で1865年に締結された。この協定は1866年の普墺戦争で終わりを迎え、プロイセンにシュレースヴィヒとホルシュタインの両国が組み入れられることになる。
なお、伝統的に牧畜や酪農が盛んな地方であるが、世界的に有名な牛のホルスタイン種は、この地方原産ではない（本来の原産地はオランダのフリースラント）。ただし、馬のホルシュタイン種はホルシュタイン州原産である。